# Акыева, Гурбанбиби
Гурбанбиби Акыева (род. 1950) — туркменская советская колхозница, депутат Верховного Совета СССР.

## Биография
Родился в 1950 году. Туркменка. По состоянию на 1974 год — кандидат в члены КПСС. Образование среднее.
С 1965 года колхозница колхоза им. Чкалова Марыйского района Марыйской области.
Депутат Совета Национальностей Верховного Совета СССР 9 созыва (1974—1979) от Марыйского сельского избирательного округа № 436 Марыйской области. Член Комиссии по транспорту и связи Совета Национальностей.